# Nikolaus von Kesselhut

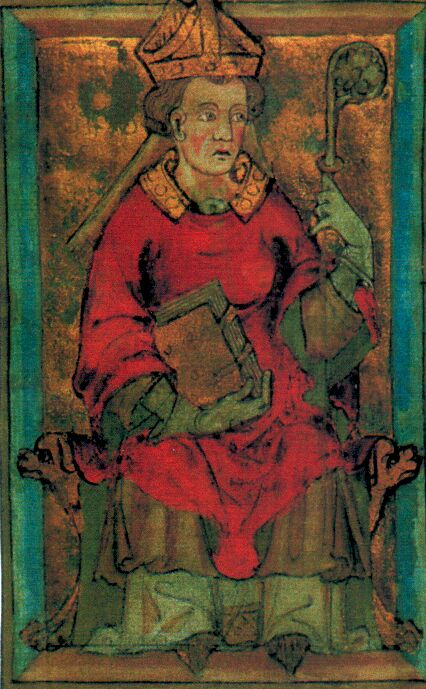
Nikolaus von Kesselhut

Nikolaus von Kesselhut (* unbekannt; † 11. Februar 1331) war von 1312 bis 1331 Bischof von Verden.

## Biografie

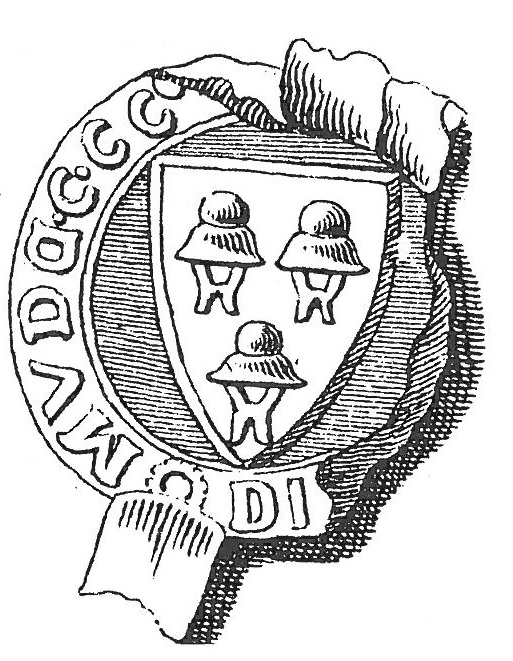
Siegel des Bischofs Nikolaus von Ketelhodt in Verden

Er entstammte der westfälisch mecklenburgischen Adelsfamilie Ketelhodt und war ein Neffe seines Vorgängers Friedrich von Boizenburg. Dieser verschaffte ihm zunächst ein Kanonikat am Dom zu Verden, seit 1305 war er Propst zu St. Andreä. Am 9. Januar 1312 wurde er zum Bischof gewählt.
Nikolaus widmete sich überwiegend der Konsolidierung seines Stifts. Dafür ließ er als erster Verdener Bischof ein Besitzverzeichnis anlegen. Er konnte aber, wie viele andere Verdener Bischöfe auch, nicht verhindern, dass das Lüneburger Fürstenhaus Stiftsgüter, mit denen sie belehnt waren, in den eigenen Besitz brachte.
Nicolaus vertrat seit 1324 als Generalvikar den an der Kurie weilenden Bremer Erzbischof Jens Grand. Die im Erzbistum Bremen wütenden Unruhen drohten dabei auch auf das Verdener Stift überzugreifen, Nikolaus gelang es aber im Mai 1325 mit den beteiligten Parteien einen Landfrieden abzuschließen.
Er starb am 11. Februar 1331 und wurde im Dom zu Verden begraben. Mit dem Tod Nikolaus’ ging die Epoche mit aus dem regionalen Adel stammenden Bischöfen zu Ende. Ihm folgten päpstlich providierte Bischöfe.